# Arkadij Koltsatyj
Arkadij Koltsatyj (russisk: Арка́дий Никола́евич Кольца́тый) (født 14. september 1905 i Odessa i Sovjetunionen, død 1. august 1995 i Los Angeles i USA) var en sovjetisk filminstruktør.

## Filmografi
- Tainstvennyj monakh (Таинственный монах, 1968)[2][3]